# Naturschutzgebiet Dorneywald
Das Naturschutzgebiet Dorneywald ist ein Naturschutzgebiet im Dortmunder Stadtbezirk Lütgendortmund, im Stadtteil Kley an der Ortsgrenze zu Witten (Ortsteil Dorney). Es umfasst 40,3 Hektar. Das Naturschutzgebiet „Dorneywald“ wurde mit der ersten Änderung zum Landschaftsplan Dortmund-Mitte am 2. September 2005 festgesetzt.

## Beschreibung
Das Naturschutzgebiet umfasst den Dorneywald, einen Laubmischwald mit alten Baumbeständen, die besonders alt- und totholzreich sind, und Feuchtgebiete im Westen. Der Dorneywald wächst auf einer in Dortmund seltenen Mergelschicht. Diese wurde von den Landwirten der Umgebung früher gerne als Dünger abgebaut. Durch diesen Mergelboden hat sich im Dorneywald ein Kalkbuchenwaldbestand entwickelt, unterwachsen von kalkliebenden Pflanzen. Hier wachsen Lungenkraut, Aronstab und Buschwindröschen sowie flächig der Bärlauch. Feuchte Stellen des Dorneywaldes sind mit Erle, Esche, Stieleiche, Hainbuche, Birke und Pappel bewachsen. Das Unterholz wird durch Holunder, Weißdorn, Vogelkirsche, Schneeball und Pfaffenhütchen gebildet. 
Dieser strukturreiche, vor allem alt- und totholzreiche Wald bietet Lebensraum für etwa 50 Vogelarten. Hier leben neben Grünspecht, Hohltaube und Kleinspecht auch Blaumeise, Kleiber, Buntspecht, Amsel, Mönchsgrasmücke, Singdrossel, Star, Waldkauz und Zaunkönig.
Ein Problem des Naturschutzgebietes als attraktives Naherholungsgebiet ist der Besucherdruck und das enorme Hundeaufkommen. Zudem befindet sich mitten im Wald ein Sportplatz.

## Schutzziele
Wichtigste Schutzziele sind der Erhalt des Alt- und Totholzbestandes und die Beschränkung der Freizeitaktivitäten im Wald. Hinzu kommt die Beseitigung des dadurch entstehenden Mülls.